# Badumna pilosa
Badumna pilosa là một loài nhện trong họ Desidae.
Loài này thuộc chi Badumna. Badumna pilosa được miêu tả năm 1900 bởi Hogg.